# Panicum

Panicum antidotale

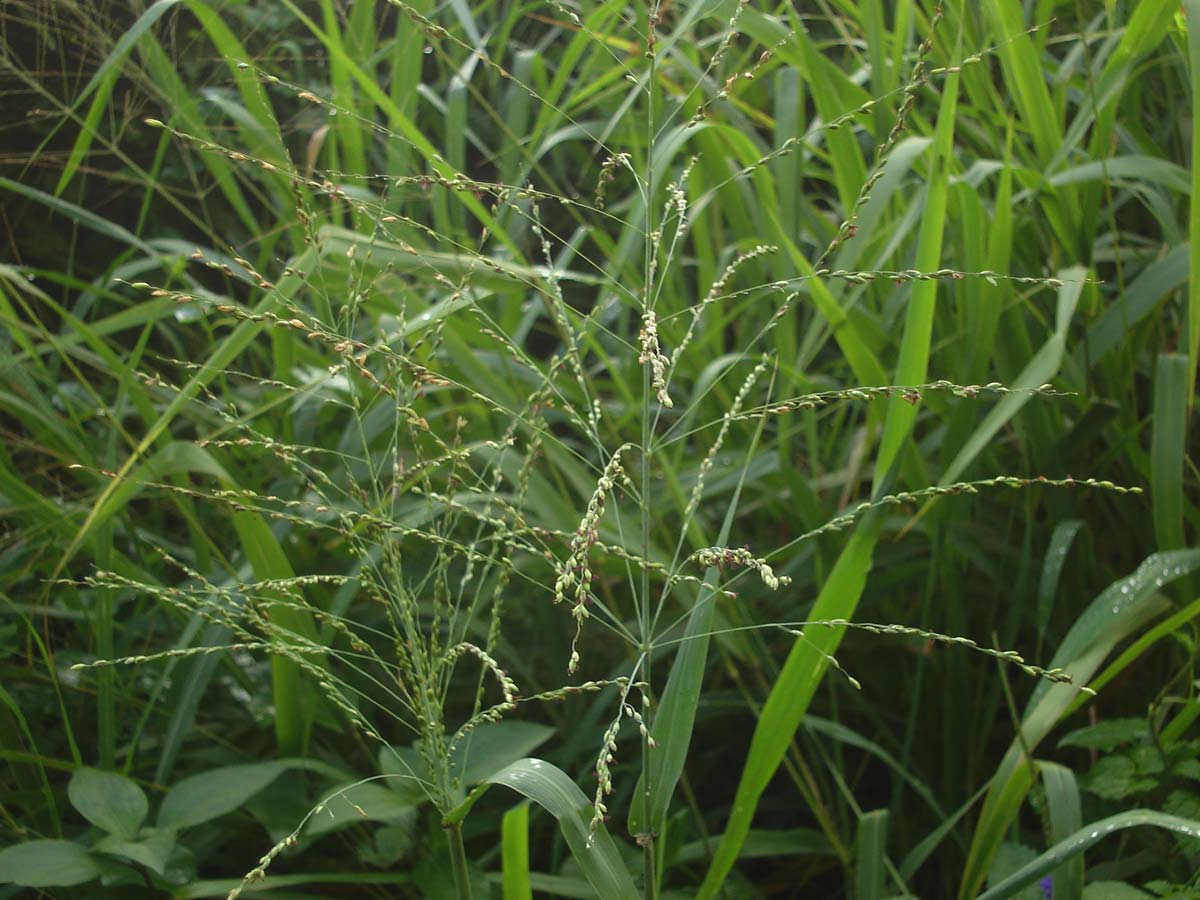
Panicum maximum

Panicum és un gran gènere de plantes de la família de les poàcies. Compta amb unes 450 espècies natives de les regions tropicals del món, amb unes poques espècies que arriben a la zona temperada de l'hemisferi nor. Sovint són herbes grosses anuals o perennes que fan d'1 a 3 metres d'alt.
Les flors es desenvolupen en una panícula ben desenvolupada sovint de fins a 60 cm de llargada i amb nombroses llavors.

## Taxonomia
| - Panicum aculeatum Hitchc. et Chase - Panicum addiconii Nash - Panicum agrostis Doell. - Panicum alabamense Ashe - Panicum albicomum Swallen et Garcia-Barr. - Panicum albo-marginatum Nash - Panicum albociliatum Swallen - Panicum altum Hitchc. et Chase - Panicum amarum Elliott - Panicum amphistemon Griseb. - Panicum ancylotrichum Quisumb. et Merr. - Panicum animarum Renvoize - Panicum antidotale - Panicum annulum Ashe - Panicum ansatum Trin. - Panicum appressifolium Swallen - Panicum apricum Swallen - Panicum archboldii Hitchc. - Panicum arctum Swallen - Panicum arenicola Ashe - Panicum arizonicum Scribn. et Merr. - Panicum ashei G. Pearson - Panicum assurgens Renvoize - Panicum auburne Ashe - Panicum auyanense Swallen - Panicum badium Scribn. et Merr. - Panicum bahiense Renvoize - Panicum beaurepairei Hack. - Panicum bernouillianum Mez - Panicum bicknellii Nash - Panicum blepharophorum Mez - Panicum boreale Nash - Panicum brittoni Nash - Panicum brodiei H. St. John - Panicum bulbosum Humb., Bonpl. et Kunth - Panicum caerulescens Hack. - Panicum carautae Renvoize - Panicum caricifolium Scribn. - Panicum caricoides Nees - Panicum carinatum Torr. - Panicum chiriquiense Hitchc. et Chase - Panicum chlorostachyum Doell. - Panicum chrysopsidifolium Nash - Panicum churunense Swallen - Panicum ciliiferum Nash - Panicum ciliosum Nash - Panicum clutei Nash - Panicum coenosum Doell. - Panicum columbianum Scribn. - Panicum combsii Scribn. et C. R. Ball - Panicum commelinifolium Ashe - Panicum commonsianum Nash - Panicum comophyllum Nash - Panicum condensum Nash - Panicum congestum Renvoize - Panicum corrugatum Elliott - Panicum cowanii Swallen - Panicum crispum Llanos - Panicum crus-galli L. - Xereix de pota de gall - Panicum cumbucana Renvoize - Panicum curtifolium Nash - Panicum curvifolium Swallen - Panicum curvinerve Hack. - Panicum decempedale Kuntze - Panicum deciduum Swallen - Panicum decoloratum Nash - Panicum deminutivum Peck - Panicum densifolium Swallen - Panicum decompositum - Panicum dichotomiflorum Michx. - Panicum discrepans Doell. - Panicum dispersum Trin. - Panicum divaricatum L. - Panicum earlei Nash - Panicum eatonii Nash - Panicum echinolaena Nees - Panicum eitenii Renvoize - Panicum emergens Doell. - Panicum epilifolium Nash - Panicum equilaterale Scribn. - Panicum eriochrysoides Trin. - Panicum errabundum Hitchc. - Panicum excelsum Nees - Panicum fatmense Hochst. et Steud. - Panicum ferventicola Schmoll - Panicum filipes Scribn. - Panicum flavovirens Nash - Panicum fontanale Swallen - Panicum fonticolum Swallen - Panicum forbesii Hitchc. - Panicum fultum Hack. - Panicum furcellatum S. Moore - Panicum georgianum Ashe - Panicum gibbosum Elliott - Panicum giganteum Kuntze - Panicum glabrifolium Nash - Panicum glabrissimum Ashe - Panicum glutinoscabrum Fernald - Panicum goyazense Hack. - Panicum gracilicaule Nash - Panicum graciliculme Napper - Panicum gracillimum Scribn. - Panicum gracillisimum Swallen - Panicum grande Hitchc. et Chase - Panicum granuliferum Humb., Bonpl. et Kunth - Panicum grisebachii Nash - Panicum guianense Hitchc. - Panicum gymnocarpon Elliott - Panicum hackelianum Kuntze - Panicum haemocarpon Ashe - Panicum hallii Vasey - Panicum heliophilum Zuloaga et Morrone - Panicum helleri Nash - Panicum heteranthum Nees et Meyen - Panicum heupueo H. St. John - Panicum hirtivaginum Hitchc. - Panicum ichnanthoides E. Fourn. - Panicum ichunense Swallen - Panicum implicatum Scribn. - Panicum indicum L. - Panicum inversum Swallen - Panicum involucratum Bush - Panicum irregulare Swallen - Panicum itatiaiae Swallen - Panicum kavanayense Swallen - Panicum keyense Mez - Panicum killipii Hitchc. - Panicum koolauense H. St. John et Hosaka - Panicum lachnanthum Torr. - Panicum lacustre Hitchc. et Ekman - Panicum laetum - Ashgal. - Panicum lagostachyum Renvoize et Zuloaga - Panicum laxum Sw. - Panicum leibergii (Vasey) Scribn. - Panicum leonis Ekman ex Hitch. - Panicum lepidulum Hitchc. et Chase - Panicum leucothrix Nash - Panicum lilloi Stuck. - Panicum lindheimeri Nash - Panicum lithophilum Swallen - Panicum littorale C. Mohr - Panicum littorale Sosef - Panicum longifolium Torr. - Panicum longiligulatum Nash - Panicum longipedicellatum Swallen | - Panicum longisetum Torr. - Panicum loreum Trin. - Panicum lucidum Ashe - Panicum luticola Hitchc. - Panicum macrocarpon Torr. - Panicum magnum Hitchc. - Panicum maguirei Swallen - Panicum malacon Nash - Panicum malacophyllum (Trin.) Kuntze - Panicum malacophyllum Nash - Panicum manacalensis Swallen - Panicum marauense Renvoize et Zuloaga - Panicum martianum Trin. - Panicum mattamusketense Ashe - Panicum mattogrossense Kuntze - Panicum mauryi Swallen - Panicum maximum Jacq. - Panicum mayarense C. Wright - Panicum megastachyum Trin. - Panicum microphyllum Ashe - Panicum milleflorum Hitchc. et Chase - Panicum miliaceum L. - Mill - Panicum mirandanum Luces - Panicum molokaiense O. Deg. et Whitney - Panicum mucronulatum Mez - Panicum multiflorum Poir. - Panicum mundum Fernald - Panicum mutabile Scribn. et J. G. Sm. - Panicum myurus (P. Beauv.) Lam. - Panicum nashianum Scribn. - Panicum nemopanthum Ashe - Panicum neuranthemum Griseb. - Panicum nitens Merr. - Panicum nitidum Lam. - Panicum nudicaule Vasey - Panicum nuerophyllum Spruce - Panicum obovatum Doell. - Panicum octonodum J. G. Sm. - Panicum oplismenoides Nash - Panicum oricola Hitchc. et Chase - Panicum ovaliferum Trin. - Panicum owenae E. P. Bicknell - Panicum pacificum Hitchc. et Chase - Panicum paludicola Nees - Panicum paludivagum Hitchc. et Chase - Panicum pandum Swallen - Panicum parcum Hitchc. et Chase - Panicum parvispiculum Nash - Panicum patentifolium Nash - Panicum paucipilum Nash - Panicum paucispicatum Morong - Panicum pedicellatum Vasey - Panicum pellitoides F. Br. et H. St. John - Panicum perlongum Nash - Panicum pernervosum Nash - Panicum petersonii Hitchc. et Ekman - Panicum petrense Swallen - Panicum pilatum Swallen - Panicum pilosum Sw. - Panicum pittieri Hack. - Panicum planotis Trin. - Panicum plenum Hitchc. et Chase - Panicum poliophyllum Renvoize et Zuloaga - Panicum politii Swallen - Panicum polycaulon Nash - Panicum polygonatum Llanos - Panicum praecocius Hitchc. et Chase - Panicum prionitis Nees - Panicum prostratum Lam. - Panicum psammophilum Nash - Panicum pseudanceps Nash - Panicum pseudopubescens Nash - Panicum psilopodium Trin. - Panicum pyriforme Nash - Panicum pyrularium Hitchc. et Chase - Panicum repens L. - Panicum reticulatum Torr. - Panicum reverchoni Vasey - Panicum rhizomatum Hitchc. et Chase - Panicum rhizophorum Hemsl. - Panicum riedeli Trin. - Panicum rivale Swallen - Panicum roseum (Nees) Steud. - Panicum rugelii Griseb. - Panicum rugulosum Trin. - Panicum rupestre Trin. - Panicum sanguinale L. - Panicum savannarum Soderstr. - Panicum sciurotoides Zuloaga et Morrone - Panicum scoparioide Ashe - Panicum sempervirens Kuntze - Panicum serratum R. Br. - Panicum sintenisii Nash - Panicum sipapoense Swallen - Panicum spectabile Nees - Panicum sphagnicolum Nash - Panicum spissifolium Swallen - Panicum stagnatile Hitchc. et Chase - Panicum stenocladium Trin. - Panicum stevensianum Hitchc. et Chase - Panicum steyermarkii Swallen - Panicum stigmosum Trin. - Panicum stipiflorum Renvoize - Panicum stramineum Hitchc. et Chase - Panicum strictifolium Nash - Panicum subcordatum Swallen - Panicum subglobosum Hack. - Panicum subinclusum Swallen - Panicum subsimplex Ashe - Panicum subtiramulosum Renvoize et Zuloaga - Panicum sucosum Hitchc. et Chase - Panicum supernum Swallen - Panicum tatei Swallen - Panicum telmatum Swallen - Panicum tennesseense Ashe - Panicum teretifolium Hack. - Panicum tiriacaense Swallen - Panicum tiricaoides Swallen - Panicum transiens Swallen - Panicum trifolium Nash - Panicum tsugetorum Nash - Panicum tuerckheimii Hack. - Panicum tumescens Trin. - Panicum umbonulatum Swallen - Panicum umbrosum Leconte - Panicum unispicatum Scribn. et Merr. - Panicum urvilleanum Kunth - Panicum vannum Swallen - Panicum variifolium Swallen - Panicum vaseyanum Scribn. - Panicum venustum Renvoize - Panicum viale Chase - Panicum vigoratum Swallen - Panicum villosissimum Nash - Panicum vilvoides Trin. - Panicum violaceum Llanos - Panicum virgatum L. - Panicum webberianum Nash - Panicum wilcoxianum Vasey - Panicum wurdackii Swallen - Panicum xanthophysum A. Gray - Panicum xanthospermum Scribn. et C. Mohr - Panicum yavitaense Swallen |

(vegeu-ne una relació més exhaustiva a Wikispecies)

## Sinònims
(Els gèneres marcats amb un asterisc (*) són sinònims probables)

(Els gèneres marcats amb dos asteriscs (**) són sinònims possibles)
Acostia Swallen,
Chasea Nieuwl., nom. inval.,
Coleataenia Griseb.,
Dileucaden (Raf.) Steud., nom. inval.,
Eatonia Raf.,
Eriolytrum Kunth, nom. inval.,
**Megathyrsus (Pilg.) B. K. Simon i S. W. L. Jacobs,
Milium Adans.,
Monachne P. Beauv.,
Paniculum Ard., orth. var.,
**Phanopyrum (Raf.) Nash,
Polyneura Peter,
Psilochloa Launert,
*Setiacis S. L. Chen i Y. X. Jin,
**Steinchisma Raf.,
Talasium Spreng.
(Vegeu també **Dichanthelium)